# Prae-Descemet-Hornhautdystrophie
Die Prae-Descemet-Hornhautdystrophie (PDCD) ist eine sehr seltene angeborene Form einer das Stroma betreffenden Hornhautdystrophie mit fokalen feinen grauen Trübungen direkt vor der Descemet-Membran ohne Minderung der Sehkraft.
Die Bezeichnung wurde bei der Erstbeschreibung aus dem Jahre 1967 durch die US-amerikanischen Augenärzte Merill Grayson und Hans Wilbrandt geprägt.

## Verbreitung
Die Häufigkeit wird mit unter 1 zu 1.000.000 angegeben, Ursache und eventuelle Vererbbarkeit sind nicht bekannt.

## Klinische Erscheinungen
Klinische Kriterien sind:
- Krankheitsbeginn meist nach dem 30. Lebensjahr, gelegentlich auch bei Kleinkindern
- unterschiedlich geformte Trübung innerhalb der Hornhaut

## Differentialdiagnose
Abzugrenzen sind andere Formen der Hornhautdystrophie.